# 764

## Догађаји
- Википедија:Непознат датум — Владавина династије Абасида у Багдаду.

- Доменико Монегарио је свргнут, након што је папа Павле I neuspešno захтевао донације од Венеције. Монегарио је ослепљен и прогнан, а наследио га је Маурицио Галбајо као 7. дужд Венеције. Током његове владавине, млетачко богатство се повећава путем трговине.
- Краљ Офа од Мерсије осваја Кент и окончава владавину краљева Елмунда и Сигера у Западном Кенту. Намеће мерсијску власт над краљевством, али дозвољава локалном краљу, Хеберту, да тамо влада.
- 14–21. октобар – Побуна Фуџивара но Накамаро: Краткотрајна побуна коју је предводио Фуџивара но Накамаро је угушена. Цар Џунин је свргнут након 6-годишње владавине и приморан на изгнанство. Бивша царица Кокен поново преузима царски престо Јапана и узима име Шотоку. Она поставља свог блиског сарадника, свештеника Докја, за премијера (таиши), који води владу са њим. Накамаро је заробљен и убијен са женом и децом.
- Према историчару Теофану Исповеднику, ледени брегови плове поред Цариграда из Црног мора.
- Канкор, франачки гроф (могуће од Хесбеја), оснива опатију Лорш (данашња Немачка).